# Закон Мейе (акцентология)

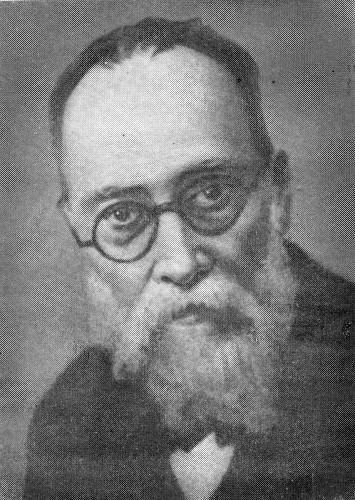
Антуан Мейе

Закон Мейе (также «метатония Мейе») — акцентуационный закон в праславянском языке, открытый в 1902 году А. Мейе. Суть закона заключается в том, что балто-славянский акутированный корневой гласный в словах подвижной акцентной парадигмы стал в праславянском языке циркумфлектированным. Следовательно, закон Мейе пояснил утрату акутированных форм в славянской подвижной акцентной парадигме, в отличие от балтийской, где акут сохранился, например: рус. голова́, го́лову, но лит. galvà, gálvą, сербохорв. sȋn, но лит. sū́nų. Ф. Кортланд данную смену связывает с утратой ларингалов.

## Описание
Во время действия закона Мейе (после метатезы плавных) ларингалы уже исчезли между согласными (пра-и.е. dʰugHtḗr >… лит. duktė̃, закон Педерсена), между гласными (пра-и.е. golHvaHes >… лит. galvõs) и перед конечным носовым (пра-и.е. ronkaHm >… лит. rañką). Впоследствии ларингалы сперва пали в позиции перед ударным слогом, вследствие чего предыдущий или следующий гласный продлевался, получив циркумфлекс:
- пра-и.е. *suHnumí > *sūnumí;
- пра-и.е. *pHiláH > *pīláH.
- пра-и.е. *ópsnovaH > *ópsnovā;
- пра-и.е. *HédHinum > *édīnum[3];
- пра-и.е. *golHváH > *gоlváH;
- пра-и.е. *gólHvаH+m > *gólvаH+m.

В первом слоге после ударного ларингалы еще сохранялись.

### Дальнейшее развитие
После завершения действия закона Мейе ларингалы все еще оставались в корневом слоге до момента, когда они окончательно пали. После чего никакие изменения уже не происходили:
- пра-и.е. *žènaH > *žèna (а не *žḗna) >… рус. жена́ (ударение передвинулось по более позднему закону Дыбо).